# Obidosus evelineae
Obidosus evelineae is een hooiwagen uit de familie Stygnidae. De originele naamcombinatie (protoniem) was Ideostygnus evelineae Soares & Soares, 1978. Een volgende naamrecombinatie werd gepubliceerd als Protimesius evelineae (Soares & Soares, 1978), maar vervolgens gewijzigd.